# Jack Russell Terrier
Der Jack Russell Terrier ist eine von der FCI anerkannte, vorwiegend weiße und niederläufige Hunderasse aus Australien, deren Ursprung in Großbritannien liegt (FCI-Gruppe 3, Sektion 2, Standard Nr. 345).
Nicht FCI-assoziierte Zuchtclubs im AKC und KC führen eigene Zuchtregister, in denen auch die hochläufigen Terrier dieses Typs als Jack Russell Terrier bezeichnet werden (siehe dazu Parson Russell Terrier). In diesem Artikel wird der niederläufige Jack Russell Terrier gemäß FCI-Standard beschrieben.

## Herkunft und Geschichtliches

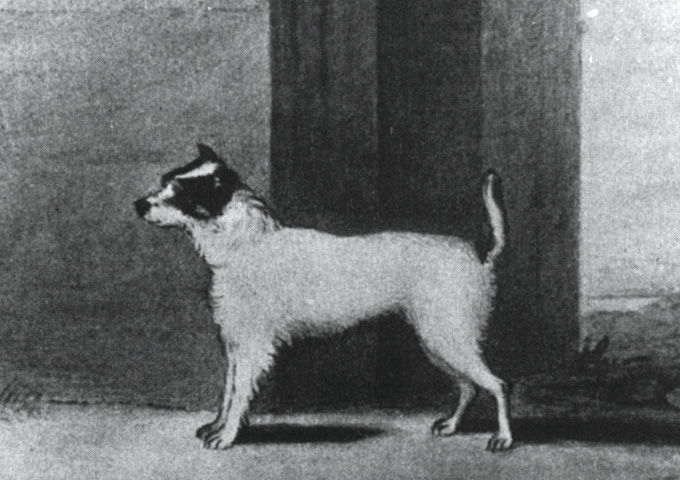
Trump

John (Jack) Russell (1795–1883), Pfarrer und passionierter Jäger, begründete diese Rasse, indem er einen speziellen Schlag von Foxterriern züchtete. Während seiner Zeit in Oxford erwarb er 1819 seinen ersten Terrier, eine weiße rauhaarige Hündin mit Abzeichen am Kopf. Diese Hündin, genannt Trump, wird als Stammmutter der Rasse bezeichnet. Ihr Bild hängt in der Sattelkammer des Schlosses Sandringham und ist das Eigentum des Königs. Trump wird von E. W. L. Davies in seiner Biographie Memoir of the Reverend John Russell and his Out-Door-Life aus dem Jahr 1878 wie folgt beschrieben:

„Zuerst einmal ist ihre Grundfarbe weiß, mit nur einem braunen Fleck über jedem Auge und Ohr und einem Fleck, nicht größer als ein Penny, auf der Schwanzwurzel. Das Fell ist dicht anliegend und eine geringfügige Rauheit schützt ihren Körper vor Nässe und Kälte. Dieses Fell hat aber keinerlei Ähnlichkeit mit dem langen rauhaarigen Fell eines Scotchterriers. Die Beine sind pfeilgerade, die Pfoten perfekt. Die Lenden und die Gestalt des ganzen Rahmens weisen auf Unerschrockenheit und Ausdauer hin, während die Größe und Höhe dem einer ausgewachsenen Füchsin entsprechen.“

Um 1850 wurde in Australien der Rotfuchs eingeführt und breitete sich im ganzen Land aus. Seit Mitte des 19. Jahrhunderts wurden Foxterrier aus England importiert und für die Fuchsjagd eingesetzt. Zu dieser Zeit hatten diese Hunde eine Widerristhöhe von 30 bis 33 Zentimeter. Um 1880 kamen auch Hunde nach Australien, die direkte Nachkommen von Terriern des John Russell waren. Da die Füchse in Australien Kaninchenbaue besiedeln, die relativ eng sind, wurden Terrier gebraucht, deren Widerristhöhe höchstens 30 Zentimeter beträgt. Die weitgehende Isolation der Zuchtpopulation in Australien führte zu starker Inzucht auf bewährte jagdliche Linien. Der Jack Russell Terrier Club of Australia wurde 1972 gegründet. Dieser Zuchtclub bemühte sich um eine Anerkennung des niederläufigen Jack Russell Terriers als eigenständige Rasse. 1991 wurde die Rasse dann vom Australian National Kennel Council (Australiens nationaler Hundeverband) anerkannt. Im Jahr 2000 erfolgte auch die Anerkennung der Rasse durch die FCI, 2012 die Anerkennung durch den AKC unter dem Namen Russell Terrier.

## Beschreibung

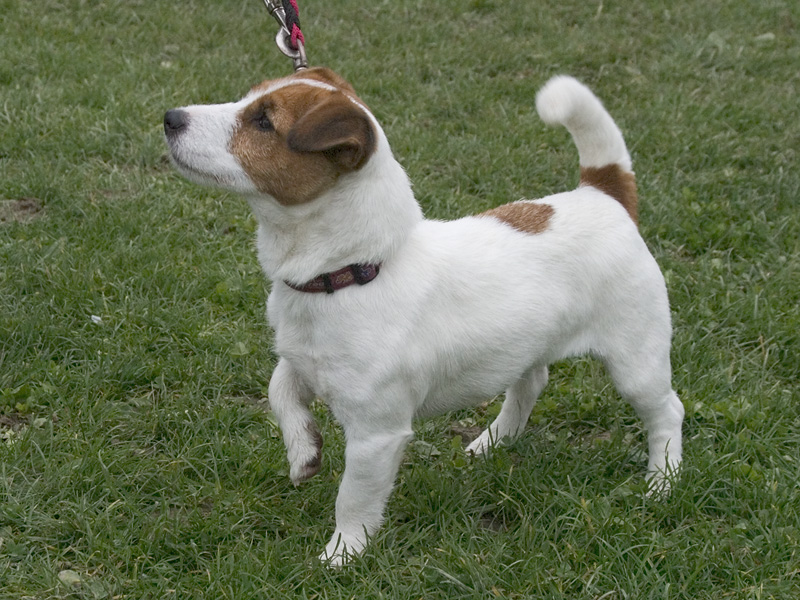
Glatthaarig und weiß-braun

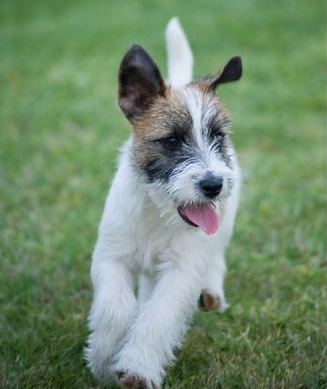
Rauhaarig und Tricolor

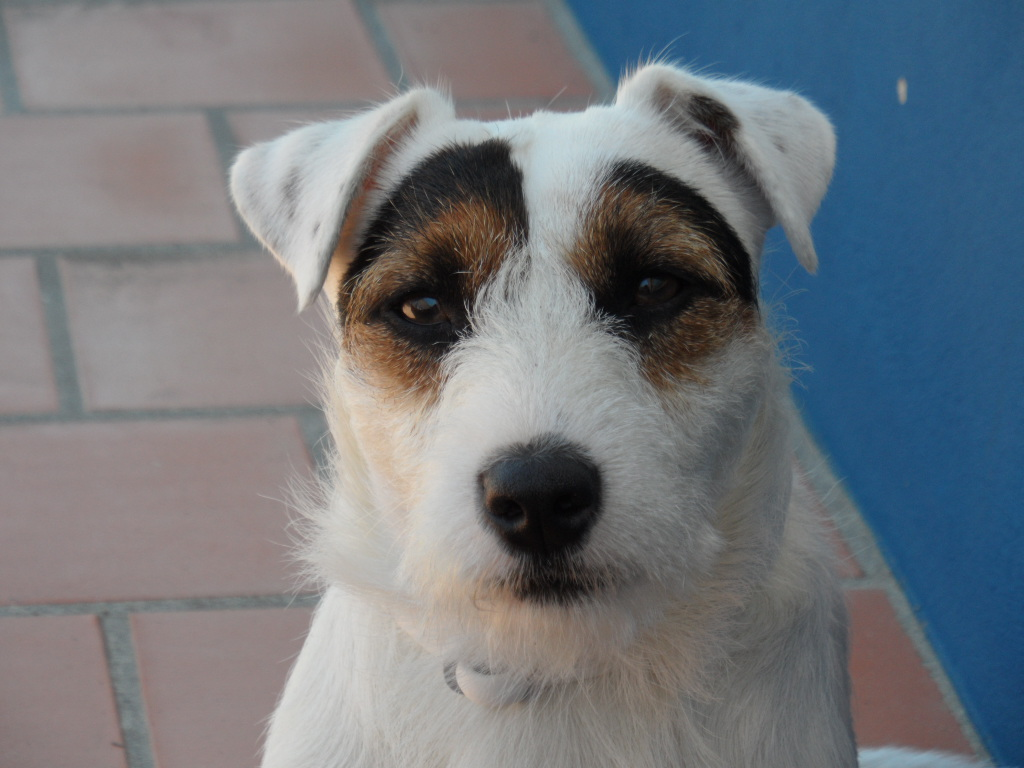
„Broken coated“ Jack Russell

Als ideale Widerristhöhe wird im Standard 25 bis 30 Zentimeter angegeben. Ein 25 Zentimeter großer Hund soll um die 5 Kilogramm wiegen und ein 30 Zentimeter großer Hund etwa 6 Kilogramm. Er ist insgesamt länger als hoch. Der Umfang des Brustkorbs unmittelbar hinter den Ellenbogen sollte ungefähr 40 bis 43 Zentimeter betragen. Er ist überwiegend weiß mit Abzeichen in schwarz, braun, lohfarben (engl. tan) oder jegliche Kombination dieser Farben. Das Fell ist glatt-, rau- oder stockhaarig (engl. broken coated). Die V-förmigen Ohren sind nach unten geklappt. Die Rute darf in der Ruhe herabhängen, sollte in der Bewegung aufrecht getragen werden. Bei Verwendung als Jagdgebrauchshund ist das Kupieren der Rute in Deutschland laut Tierschutzgesetz erlaubt.

## Wesen
Der Jack Russell Terrier ist in erster Linie ein Arbeitsterrier, ein Jagdhund. Die FCI beschreibt ihn folgendermaßen: Ein lebhafter, wachsamer, aktiver Terrier mit durchdringendem, intelligentem Ausdruck. Kühn und furchtlos, freundlich mit ruhigem Selbstvertrauen.
Jack Russell Terrier sind eine sehr aktive Hunderasse und wollen viel beschäftigt werden. Bekommen sie keine Möglichkeit ihre Energie abzubauen, zeigen sie dies in destruktiven Verhaltensweisen und zerstören Möbel, bellen viel oder graben Löcher im Garten. Andererseits macht sie diese Energie aber auch zu den perfekten Sport- und Aktivitätspartner. Jack Russell Terrier können beim Wandern, Schwimmen, Joggen oder auch Radfahren problemlos mitgenommen werden. Generell sind Jack Russell Terrier Hunde mit fröhlichem Wesen.

## Training
Jack Russell Terrier sind, wie viele Jagdhunde, durch ihre Selbstständigkeit nicht einfach zu trainieren, da oft der   Jagdtrieb durch naturgegebene Ablenkung durchschlägt. Gleichzeitig wird dem Jack Russell eine hohe Intelligenz und Selbstständigkeit bescheinigt. Zum Trainingserfolg sind eine konsequente Erziehung und positive Verstärkung wichtig.

## Zucht
Der ursprüngliche Jack Russell Terrier, wie er seit mehr als 150 Jahren in England gezüchtet wird, ist zwischen 25 und 38 Zentimeter (10–15 Zoll) groß. Dabei sehen die kleinen Terrier unter 30 Zentimeter exakt so aus wie die größeren mit 38 Zentimeter, nur proportional kleiner; es sind also keine niederläufigen Hunde. Diese große Bandbreite entspringt zum einen regionalen Gegebenheiten (wie Fuchsbaue im Fels oder im lockeren Sand), jagdlichen Unterschieden, aber auch unterschiedlichen Vorlieben der Züchter und Besitzer.
Im Ursprungsland Großbritannien wird der Jack Russell Terrier nach dem FCI-Standard Nr. 345 vom Kennel Club nicht anerkannt.
In den USA muss aufgrund des Namenskonflikts mit dem vom Jack Russell Terrier Club of America (JRTCA) vertretenen, ursprünglichen Standard aus Großbritannien, der Name „Russell Terrier“ für die Hunde verwendet werden, die dem Jack Russell Terrier nach dem FCI-Standard Nr. 345 entsprechen.  Hintergründe zu den Meinungsverschiedenheiten um den Rassestandard werden im Artikel Parson Russell Terrier dargestellt.

## Gesundheit
Jack Russell Terrier haben eine Prädisposition für die Ataxie und Myelopathie der Terrier. Diese seltene Erbkrankheit entwickelt sich in den ersten Lebensmonaten und geht mit Bewegungsstörungen und zunehmender Taubheit einher. Darüber hinaus besteht eine Neigung zu einer genetisch bedingten Schwäche des Aufhängeapparates der Augenlinse und damit zu einer Linsenverlagerung, eventuell mit sekundärem Grünen Star. Zum Nachweis dieser Augenerkrankung gibt es einen Gentest.